# دون نيس
دون نيس هو سياسي أمريكي، ولد في 9 يناير 1974 في دولوث في الولايات المتحدة. نشط حزبياً في حزب العمال المزارعين الديمقراطيين في مينيسوتا والحزب الديمقراطي.